# Păun asiatic
Păunul asiatic (Pavo cristatus) este o specie de păun; pasăre din familia fazanilor (Phasianidae), ordinul Galliformes. Păunul asiatic sau păunul albastru poate fi considerat o pasăre decorativă, masculul are un aspect morfologic deosebit când coada este deschisă în formă de evantai. În prezent păsările trăiesc și sub fomă domestică răspândite pe tot globul.

## Răspândire
In forma sălbatică păunul populează unele ținuturi din India, Pakistan și Sri Lanka, unde trăiește în cârduri mari, preferând regiunele deluroase și luminișurile în apropiere de apă din pădurea ecuatorială. Păunul poate fi văzut și în parcuri, deoarece este o pasăre sedentară care preferă să nu-și părăsească locul.

## Hrana
Păsările pornesc în căutare de hrană dimineața devreme și seara în timpul amurgului, hrana lor fiind constituită din șerpi tineri, ele sunt foarte prețuite în India, deoarece consumă și cobrele tinere. 

## Aspect
Din punct de vedere al aspectului morfologic are penajul frumos colorat. Masculul este albăstrui-siniliu pe piept și gât, brun dechis pe aripi, penele din coadă sunt foarte lungi, având pe ele un desen multicolor, desen numit „ochi de păun”. Femele sunt mai puțin colorate, la ele predomină culoarea brun-deschis. 

## Împerecherea
In timpul împerecherii masculii își răsfiră penele cozii într-un evantai. Aceasta fiind un mijloc vizibil de marcare a teritoriului său în timpul perioadei de reproducție. De îngrijirea puilor se ocupă numai femela.

## Altele
Păunul a fost adus ca pasăre decorativă deja cu 4000 de ani în urmă în bazinul mediteran. Păunul este pasăre mitologică, în Grecia, India și Sri Lanka. Păunul a fost servit ca delicatesă în Egiptul Antic, sau în Roma Antică.

## Galerie

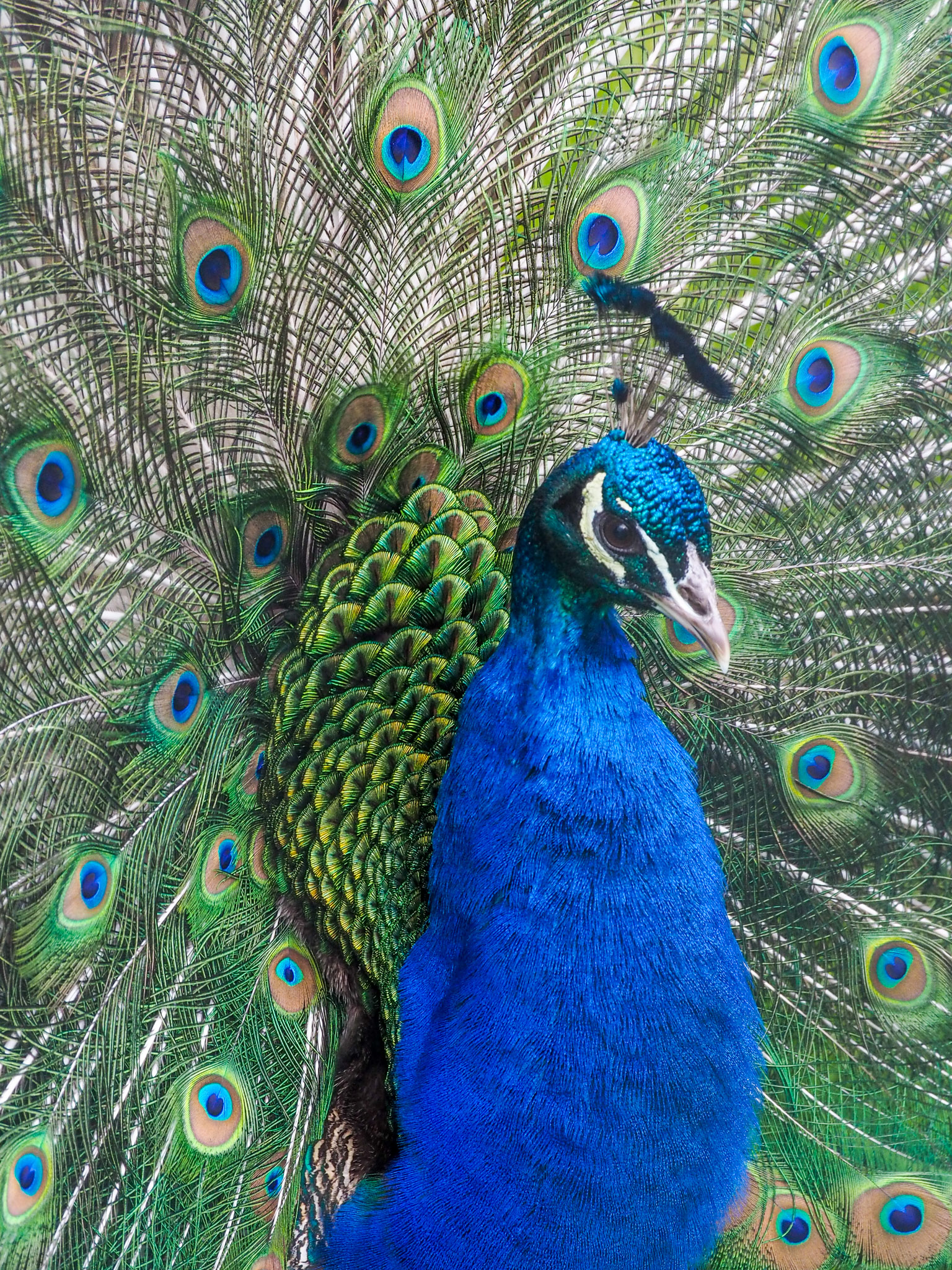
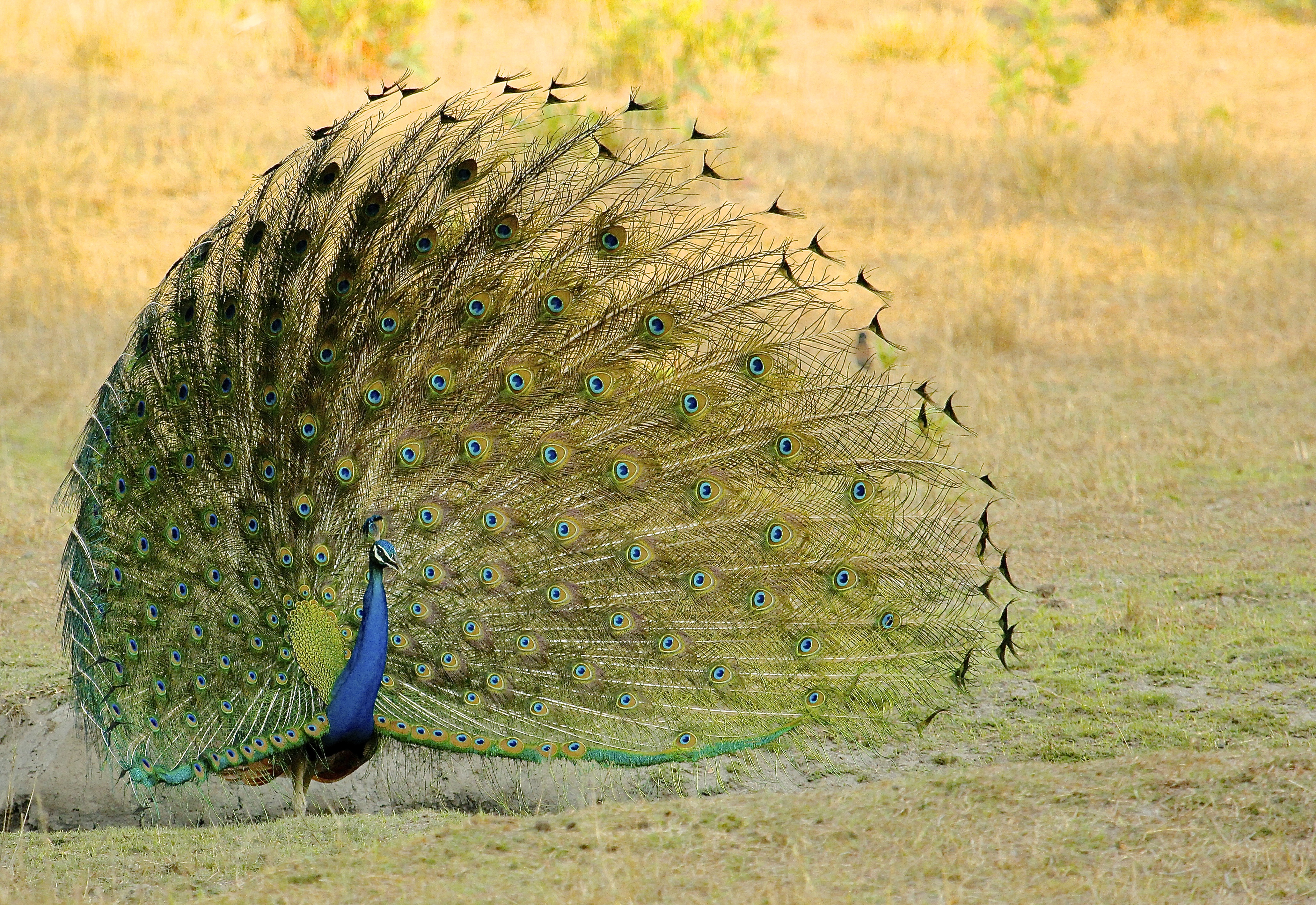
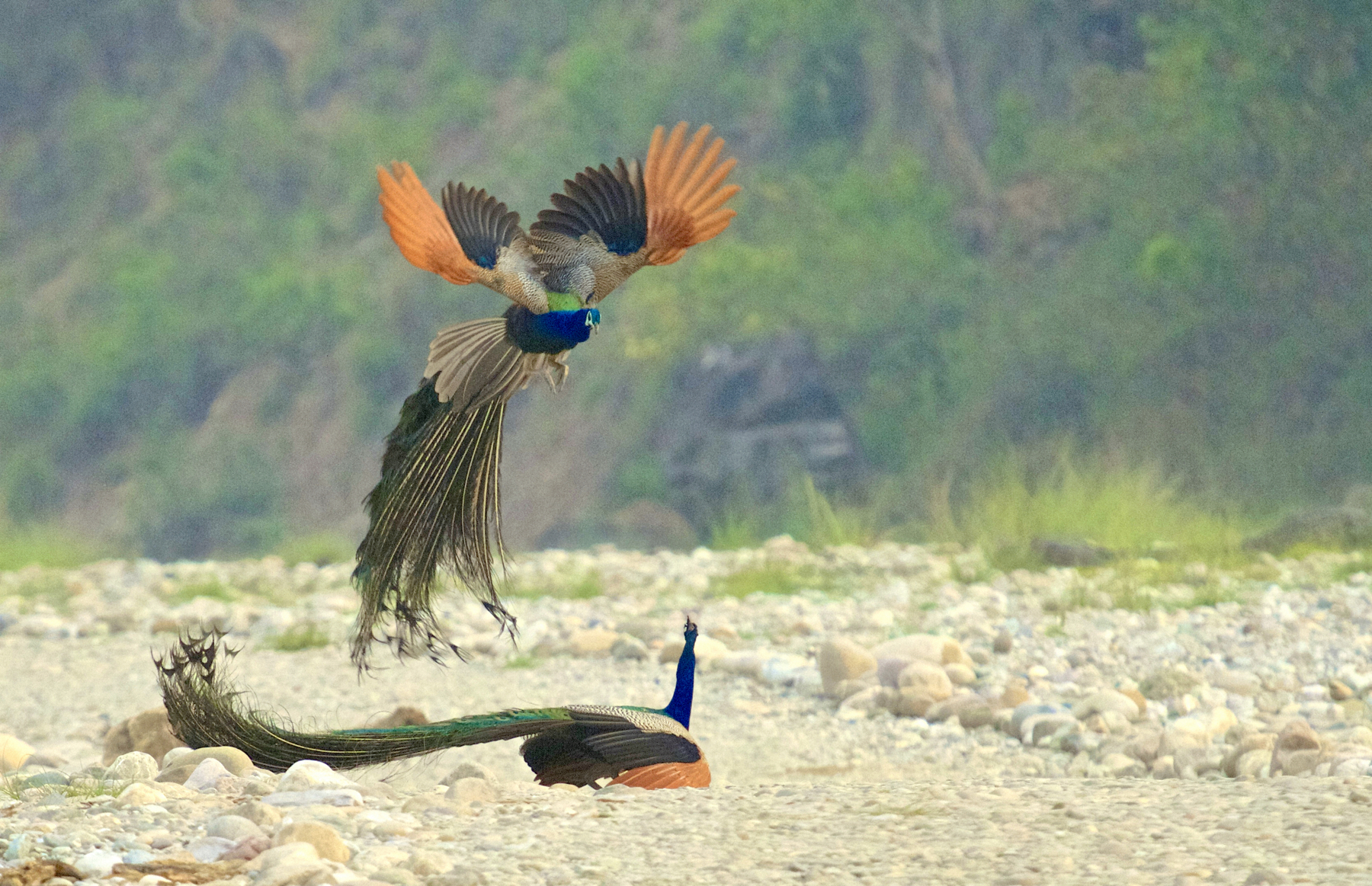
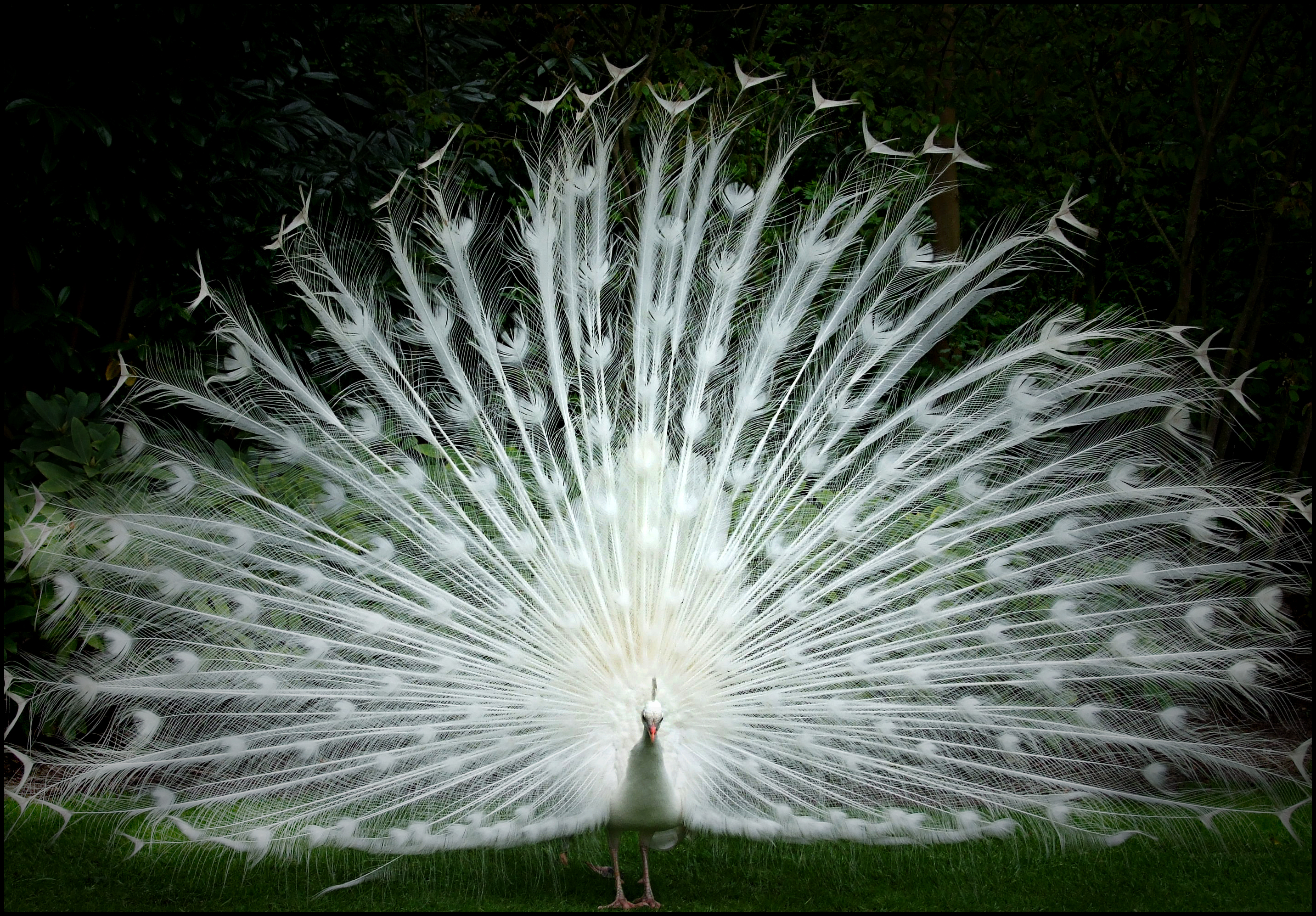
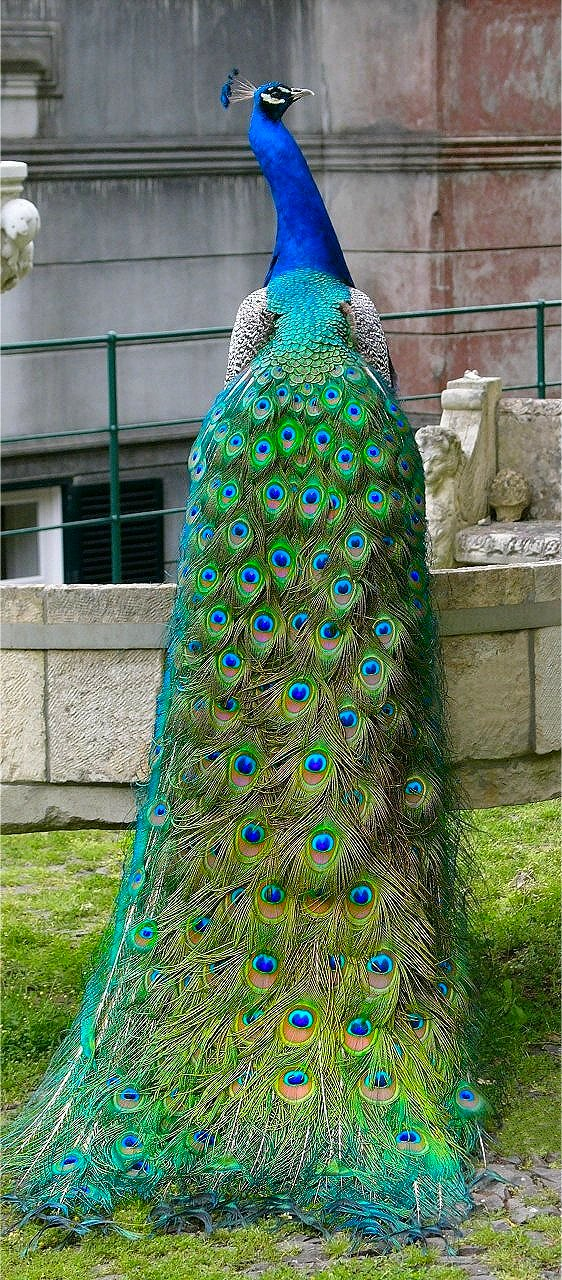
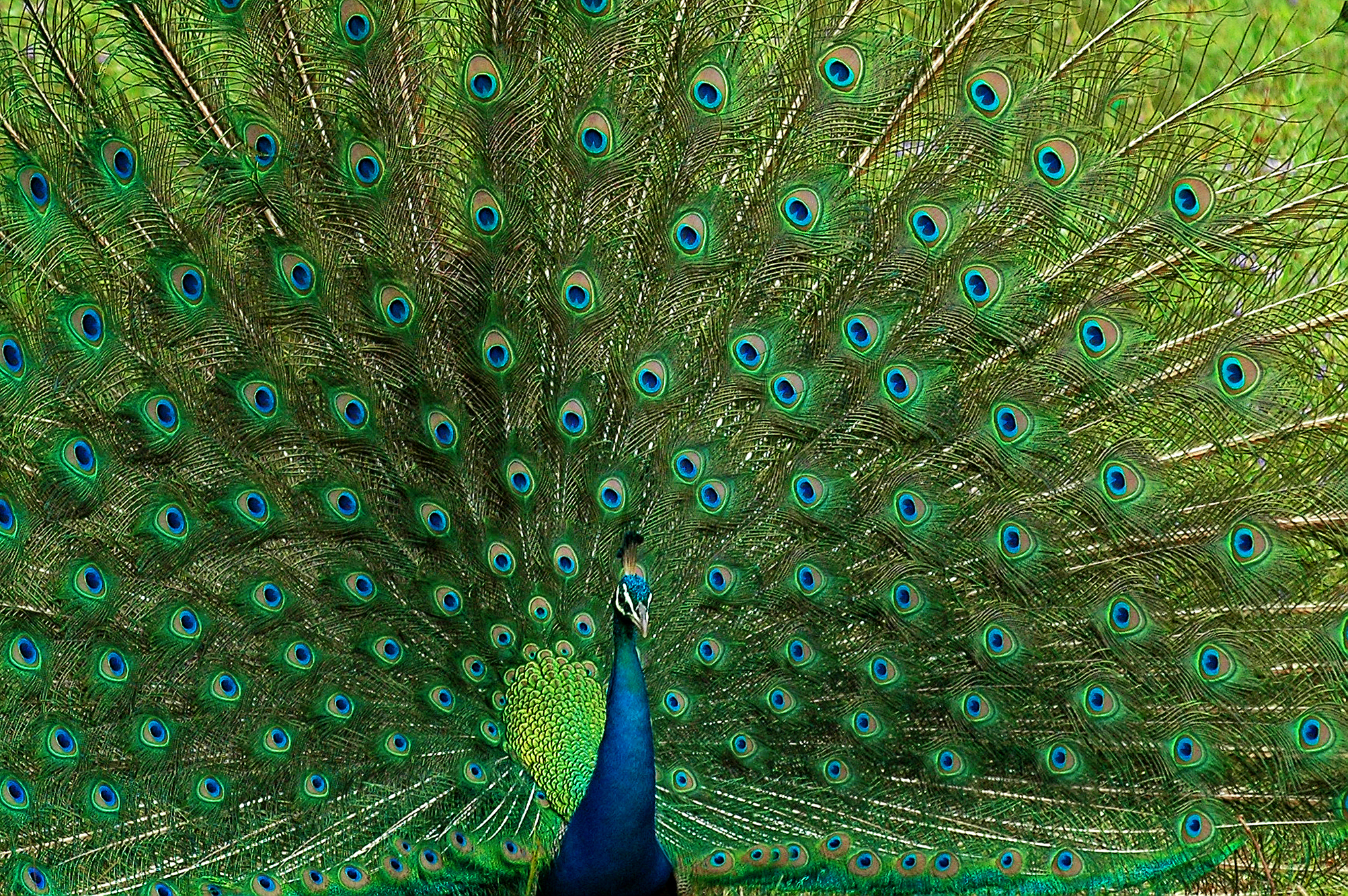
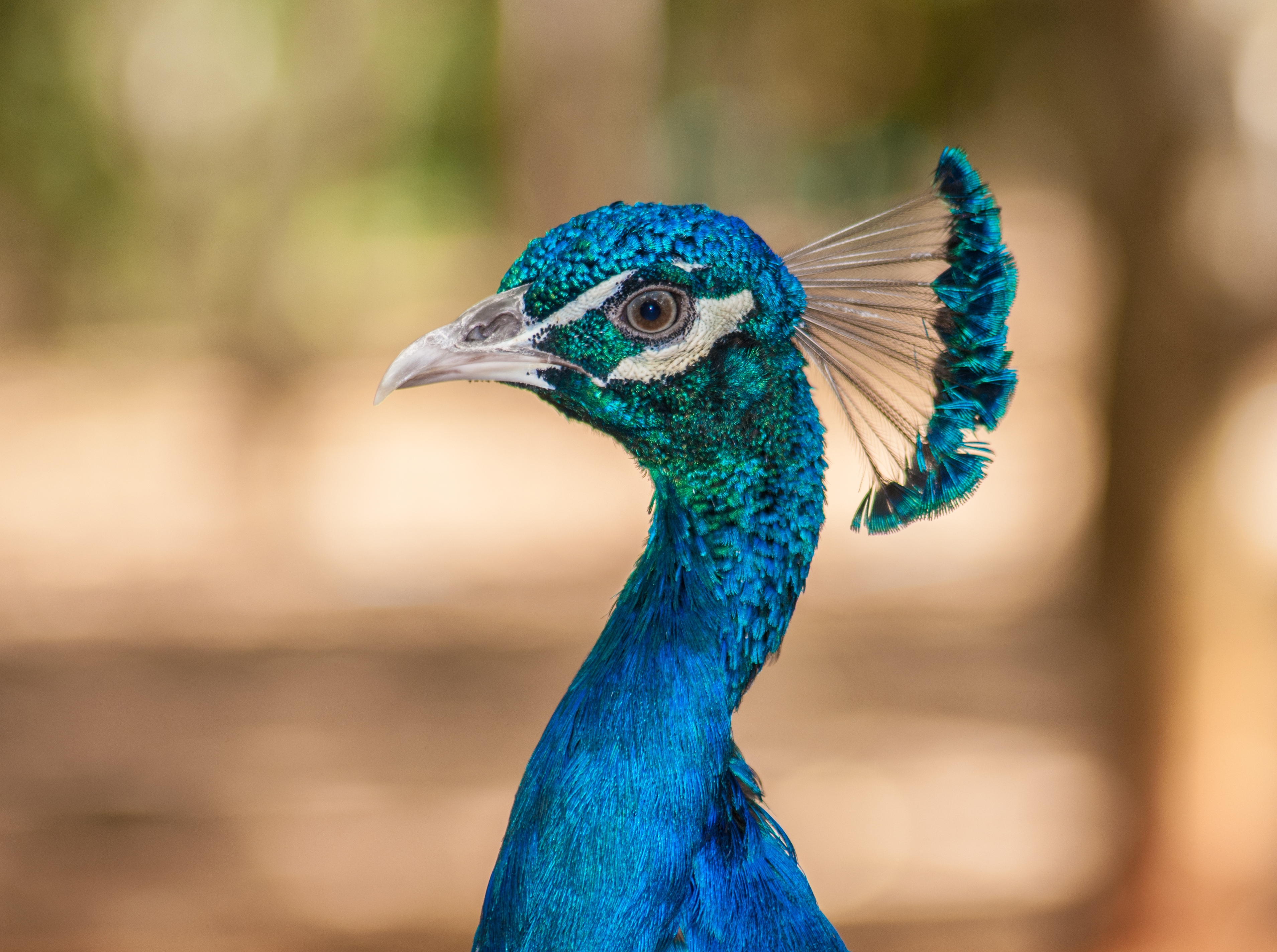
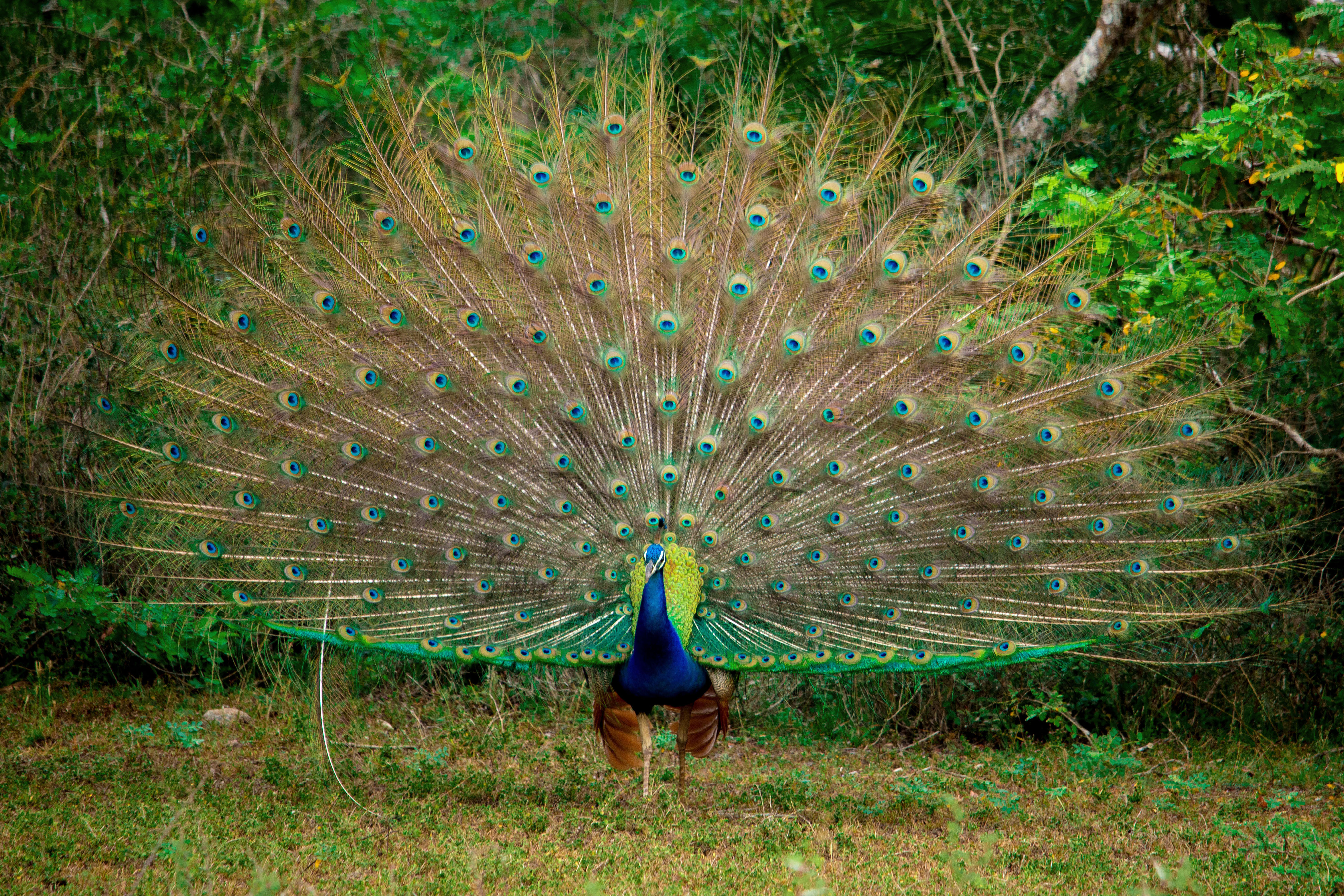